# Železniško postajališče Košana
Železniško postajališče Košana je eno izmed železniških postajališč v Sloveniji, ki oskrbuje bližnji naselji Čepno in Gornja Košana. 

## Zgodovina
Leta 2010 so v sklopu remonta odseka med Pivko in Gornjimi Ležečami porušili prejšnje postajališče in pričeli urejati novega. Ravno tako so cesto, ki je na mestu postajališča na nepreglednem mestu nivojsko križala železniško progo, prestavili na traso nad železniškim predorom.